# QED: Die seltsame Theorie des Lichts und der Materie
QED: Die seltsame Theorie des Lichts und der Materie (engl.: QED: The Strange Theory of Light and Matter) wurde 1985 von dem Physiker und Nobelpreisträger Richard P. Feynman nach Überarbeitung durch Ralph Leighton bei Princeton University Press veröffentlicht und handelt von der Quantenelektrodynamik (kurz: QED). Die deutschsprachige Übersetzung erschien im Piper Verlag.

## Entstehung
Das Buch ist ein Resultat aus der Niederschrift von Feynmans Vorlesungen an der University of California, Los Angeles über die Quantenelektrodynamik und der Umschrift durch Ralph Leighton. Es war die erste Vorlesungsreihe der Alix-G.-Mautner-Gedächtnis-Vorlesungen und fanden im Namen der Alix-G.-Mautner-Stiftung statt. 
Die Übersetzung ins Deutsche wurde von Siglinde Summerer und Gerda Kurz durchgeführt.

## Inhalt
Im Prolog findet man ein Vorwort von Leonard Mautner, eine Vorrede von Ralph Leighton, sowie eine Danksagung. Im Hauptteil finden sich vier Kapitel, die jeweils eine Vorlesung repräsentieren. Den Schluss macht ein Personen- und Sachregister.
Mit dem Buch versucht Richard P. Feynman den Lesern auf verständliche Art und Weise die Quantenelektrodynamik, mithilfe von Abbildungen und Experimenten, näher zu bringen. Er zieht dazu alltägliche Phänomene heran.

## Autor
Richard P. Feynman zählt zu den größten Physikern des 20. Jahrhunderts und erhielt 1965 den Nobelpreis für seinen Beitrag zur Quantenelektrodynamik.

## Ausgaben
- Richard P. Feynman: QED: Die seltsame Theorie des Lichts und der Materie. Piper, München und Zürich 1988, ISBN 3-492-03103-X
- Richard P. Feynman: QED: Die seltsame Theorie des Lichts und der Materie. 2. Auflage, Piper, München und Zürich 1989, ISBN 3-492-03103-X
- Richard P. Feynman: QED: Die seltsame Theorie des Lichts und der Materie. 3. Auflage, Piper, München und Zürich 1990, ISBN 3-492-03103-X
- Richard P. Feynman: QED: Die seltsame Theorie des Lichts und der Materie. 4. Auflage (1. Auflage der Neuausgabe), Piper, München und Zürich 1992, ISBN 3-492-11562-4
- Richard P. Feynman: QED: Die seltsame Theorie des Lichts und der Materie. 5. Auflage (2. Auflage der Neuausgabe), Piper, München und Zürich 1994, ISBN 3-492-11562-4
- Richard P. Feynman: QED: Die seltsame Theorie des Lichts und der Materie. Sonderausgabe, Piper, München und Zürich 2006, ISBN 3-492-04894-3
- Richard P. Feynman: QED: Die seltsame Theorie des Lichts und der Materie. E-Book-Ausgabe, Piper ebooks, München 2012, ISBN 978-3-492-95986-5
- Richard P. Feynman: QED: Die seltsame Theorie des Lichts und der Materie. Taschenbuchausgabe, Piper, München 2018, ISBN 978-3-492-31316-2